# Afro-Madegassische Union

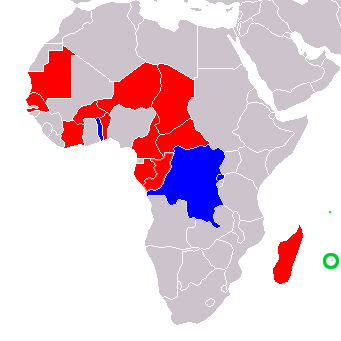
Afro-Madegassische Union: rot die zwölf Gründerstaaten der „Brazzaville-Gruppe“, blau zwei 1965 beigetretene ehemals belgische Kolonien und Togo, grün das 1970 hinzugekommene Mauritius

Die Afro-Madegassische Union, auch Afrikanisch-Madegassische Union (französisch: Union Africaine et Malgache, UAM) war eine 1961 geschaffene zwischenstaatliche Organisation ehemaliger französischer Kolonien, die für eine enge Zusammenarbeit mit Frankreich und untereinander eintraten und hatte ihren Sitz in Bangui in der Zentralafrikanischen Republik. Die sie 1965 ablösende Gemeinsame Afro-Madegassische Organisation (GAMO, französisch: Organisation Commune Africaine et Malgache, OCAM) brach bald auseinander und wurde nach mehreren Umbenennungen 1985 schließlich aufgelöst.

## Entwicklung

### Brazzaville-Gruppe
In der kongolesischen Hauptstadt Brazzaville waren Vertreter der nach dem Auseinanderbrechen der Communauté française (CF) bzw. der Communauté Franco-Afro-Malgache (CFAM) unabhängig gewordenen Staaten Französisch-Äquatorialafrikas und Französisch-Westafrikas sowie Kameruns und der Malegassischen Republik (Madagaskar) zu zwei Konferenzen zusammengekommen (1960 und 1961). Guinea, das sich schon 1958 gegen die Communauté entschieden und seit 1959 eine Union afrikanischer Staaten mit Ghana gebildet hatte, sowie Mali, das sich 1960 dieser Union angeschlossen hatte, nahmen nicht an den Brazzaville-Konferenzen statt und bildeten stattdessen 1961 die rivalisierende Casablanca-Gruppe.
Thema der Brazzaville-Konferenzen war eine Fortsetzung der Zusammenarbeit mit der ehemaligen Kolonialmacht, was demgegenüber die Staaten der Casablanca-Gruppe als neokolonialistischen Ausverkauf ablehnten. Ein weiterer Streitpunkt war die Haltung gegenüber den weißen Minderheitsregimen in Südafrika und Südrhodesien sowie gegenüber der verbleibenden Kolonialmacht Portugal.

### Afro-Madegassische Union für wirtschaftliche Zusammenarbeit
Ergebnis der Konferenzen von Brazzaville und in der kamerunischen Hauptstadt Jaunde im März 1961 war der Beschluss zur Schaffung einer Afrikanisch-Madegassischen Organisation für wirtschaftliche Zusammenarbeit (französisch: Organisation Africaine et Malgache de coopération économique, OAMCE) sowie nach einem weiteren Treffen im September 1961 in der madegassischen Hauptstadt Antananarivo die Gründung einer Afrikanisch-Madegassischen Verteidigungsunion (französisch: Union Africaine et Malgache pour la défense, UAMD). Neben einem Präsidenten (seit März 1963 Maurice Yaméogo), einem Generalsekretariat und einem Ministerrat (Vorsitzender 1963: Jacques Rabemananjara) hatte die UAM daher auch einen Obersten Verteidigungsrat und einen gemeinsamen Generalstab, der faktisch jedoch von Frankreich dominiert wurde.
Nach der Gründung der Organisation für Afrikanische Einheit (1963) gab sich die UAM jedoch im März 1964 auf ihrer Sitzung in der senegalesischen Hauptstadt Dakar eine neue Satzung, in der sie alle politischen Fragen der OAU überließ, wodurch sie faktisch auf die OAMCE reduziert wurde, und benannte sich in Afrikanisch-Madegassische Union für wirtschaftliche Zusammenarbeit (französisch: Union Africaine et Malgache de Coopération Économique, UAMCE) um. Zu ihrem Präsidenten wurde im März 1964 der mauretanische Präsident Moktar Ould Daddah bestimmt. Die Verteidigungsunion wurde aufgelöst, an ihre Stelle traten bilaterale Bündnisabkommen der Einzelstaaten mit Frankreich.
Eine Afrikanisch-Madegassische Union für das Post- und Fernmeldewesen (französisch: Union Africaine et Malgache des Postes et des Télécommunications, UAMPT) wurde geschaffen, darüber hinaus wurden eine gemeinsame Luftverkehrsgesellschaft (Air Afrique), eine gemeinsame Schifffahrtsgesellschaft und eine Banken-Union vereinbart (französisch: Union Africaine et Malgache des Banques de Développment, UAMBD).

### Gemeinsame Afro-Madegassische Organisation

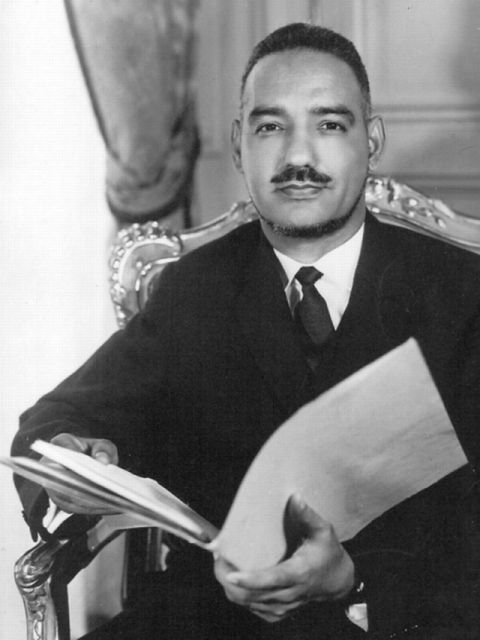
Mauretaniens Präsident Moktar Ould Daddah trat 1965 aus Protest gegen die Aufnahme des kongolesischen Tschombé-Regimes als OCAM-Vorsitzender zurück und Mauretanien verließ die Organisation

Zwar hatten sich die Brazzaville-Staaten im Falle der OAU-Satzung gegen die Casablanca-Gruppe durchgesetzt, außenpolitisch verfolgte die OAU jedoch einen strikt antikolonialistischen Kurs und unterstützte Rebellengruppen in Kongo-Zaire und den portugiesischen Kolonien, während einige Staaten der Brazzaville-Gruppe für „Dialog“ und Handel mit Portugal, Südafrika und Südrhodesien sowie für einen Verzicht der Unterstützung kongolesischer Rebellen eintraten.
Beim Treffen am 12. Februar 1965 in der mauretanischen Hauptstadt Nouakchott gab sich die UAM erneut einen neuen Namen und eine neue Charta. Die Gemeinsame Afrikanisch-Madegassische Organisation (französisch: Organisation Commune Africaine et Malgache, OCAM) wählte wiederum Daddah zu ihrem Präsidenten und nahm Togo sowie die ehemals belgische Kolonie Ruanda als neue Mitgliedstaaten auf. Auf einer außerordentlichen Gipfelkonferenz in Abidjan im Mai 1965 nahmen neun OCAM-Mitgliedstaaten jedoch auch die ehemals belgische Kolonie Kongo (Demokratische Republik Kongo, 1971 bis 1997 mit Namen Zaire) auf und riefen zum Boykott der nächsten OAU-Gipfelkonferenz auf. Mauretanien, Kongo-Brazzaville (Republik Kongo) und Kamerun sprachen sich jedoch gegen die Aufnahme und Anerkennung des kongolesischen Tschombé-Regimes aus. Daddah protestierte zudem, dass die Einberufung einer außerordentlichen Gipfelkonferenz hinter dem Rücken und gegen den Willen des Präsidenten widerrechtlich erfolgt sei, noch im Juli 1965 verließ Mauretanien daher die Organisation.
Am 28. Juni 1966 wurde die neue Satzung der OCAM auf dem Gipfeltreffen in Antananarivo (Tananarive) unterzeichnet.
Statt früherer militärischer Ambitionen vereinbarten die OCAM-Mitglieder wirtschaftliche, kulturelle, soziale und technische Zusammenarbeit als Ziel. Eng blieb jedoch vor allem die Zusammenarbeit mit Frankreich, mit welchem noch 1968 Gabun, Kongo (Brazzaville), Madagaskar, Senegal, Tschad und die Zentralafrikanische Republik weiterhin die Communauté bildeten. Beibehalten wurde die bisherige Union für das Post- und Fernmeldewesen und die Air Afrique, an der sich auch das Nicht-Mitglied Mali beteiligte.

### Gemeinsame Afro-Mauritische Organisation
1970 trat auch der Inselstaat Mauritius der Organisation bei, die OCAM wurde daraufhin in Gemeinsame Afrikanisch-Madegassisch-Mauritische Organisation (französisch: Organisation Commune Africaine Malgache et Mauricienne, OCAMM) umbenannt. Doch 1972 trat zunächst Zaire und die Volksrepublik Kongo aus, 1973 folgten der Tschad, Kamerun und Madagaskar. Ohne Madagaskar musste sich die Organisation 1974 erneut einen neuen Namen geben, doch auch als Gemeinsame Afrikanisch-Mauritische Organisation (französisch: Organization Commune Africaine et Mauricienne) nutzte sie wieder die Abkürzung OCAM. Auf der Konferenz in Kigali 1975 wurden neue Richtlinien der regionalen Realisierung eines Zuckerabkommens beschlossen.
Nach den ab 1975 immer wieder erneuerten Lomé-Abkommen über eine erweiterte Zusammenarbeit der Europäischen Gemeinschaft (EG) mit den AKP-Staaten und dem Austritt auch Gabuns 1976 verlor die OCAM allmählich vollständig an Bedeutung. Von 1977 bis 1978 waren auch die Seychellen kurzzeitig Mitglied der OCAM. Im März 1985 löste sich die OCAM schließlich auf. Stattdessen hatten zumindest die Komoren, Madagaskar, Mauritius und die Seychellen 1984 mit Frankreich (für Reunion) die Kommission des Indischen Ozeans (COI) geschaffen.

## Mitgliedstaaten
Die Mitgliedstaaten wechselten mehrfach, die 1965 auf 15 Staaten angewachsene Mitgliederzahl ging bis 1985 auf 9 Staaten zurück. Von den 12 Staaten ursprünglichen Gründer-Staaten der Brazzaville-Gruppe gehörten der OCAM zuletzt nur noch sechs an.
| UAM 1961                     | OCAM 1965                    | OCAM 1974                                                                 |
| ---------------------------- | ---------------------------- | ------------------------------------------------------------------------- |
| Mauretanien                  |                              |                                                                           |
| Kongo-Brazzaville            | Kongo (bis 1973)             |                                                                           |
| Madagaskar                   | Madagaskar                   |                                                                           |
| Tschad                       | Tschad                       |                                                                           |
| Kamerun                      | Kamerun                      |                                                                           |
| Gabun                        | Gabun                        | Gabun (bis 1977)                                                          |
| Niger                        | Niger                        | Niger                                                                     |
| Obervolta (Burkina Faso)     | Obervolta (Burkina Faso)     | Burkina Faso (Obervolta)                                                  |
| Zentralafrikanische Republik | Zentralafrikanische Republik | Zentralafrikanische Republik (1976–1979 Zentralafrikanisches Kaiserreich) |
| Elfenbeinküste               | Elfenbeinküste               | Elfenbeinküste                                                            |
| Dahomey (Benin)              | Dahomey (Benin)              | Benin (Dahomey)                                                           |
| Senegal                      | Senegal                      | Senegal                                                                   |
|                              | Togo                         | Togo                                                                      |
|                              | Ruanda                       | Ruanda                                                                    |
|                              | Kongo-Zaire (1965–1972)      |                                                                           |
|                              |                              | Mauritius (seit 1970)                                                     |
|                              |                              | Seychellen (1977–1978)                                                    |

## Flagge

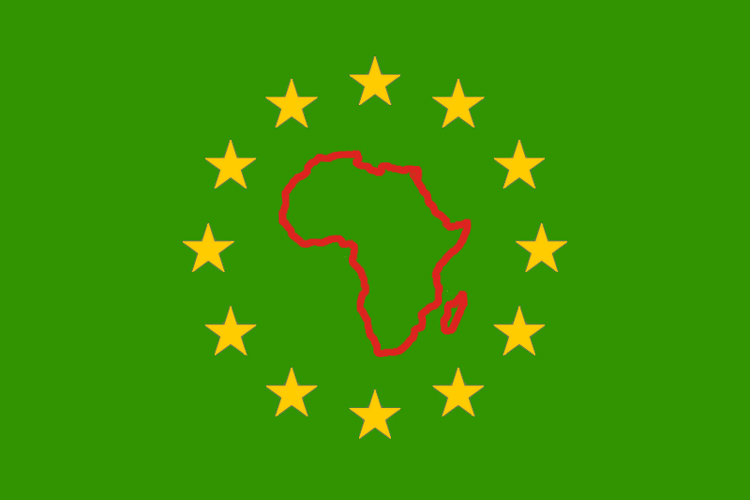
Flagge der UAM

Die UAM gab sich im April 1962 eine Flagge, die 12 goldene Sterne auf grünem Grund enthielt. In der Mitte befand sich eine rote Umrisskarte Afrikas. Die 12 goldenen Sterne sind einerseits an die Europaflagge angelehnt, andererseits symbolisierten sie die 12 UAM-Gründerstaaten der Brazzaville-Gruppe. Unabhängig von der Veränderung der Mitgliederzahl und der Fluktuation wurde die UAM-Flagge von der OCAM weitergeführt.